# Henri de Heinsberg
Henri de Heinsberg, né Henri de Sponheim (avant 1224-1259) était un descendant de la famille Sponheim, qui devint seigneur de Heinsberg en 1228.

## Biographie
Henri était le deuxième fils du comte Godefroi III de Sponheim et d'Adelaide de Sayn. Vers 1230, il épousa Agnes de Heinsberg, de la maison de Valkenburg-Heinsberg. Agnes était la fille de Thierry Ier de Valkenburg et Isolde de Limbourg, fille de Henri III de Limbourg. Cela fit d'Henri le premier héritier de la lignée Sponheim-Heinsberg, une lignée secondaire à la fois de la maison Sponheim et de la famille Valkenburg-Heinsberg. Par le mariage avec Agnès, fille de Heinsberg, Henri reçut la seigneurie de Heinsberg. Par sa mère, il était également seigneur de Freusburg et de Löwenberg, Saffenberg (de), Hülchrath et Blankenburg. La première mention de Heinsberg en tant que ville se trouve dans une charte de Henri de 1255. Il est donc considéré comme le fondateur de la ville de Heinsberg. Dans son sceau, il montre les armoiries du comté de Sponheim.

## Mariage et descendance
De son mariage avec Agnès sont issus six enfants:
- Thierry II de Heinsberg, marié avec Jeanne de Louvain-Gaasbeek
- Jean Ier, seigneur de Löwenberg, marié à Gisèle de Bolanden-Falkenstein-Münzenberg, plus tard à Mechthild de Meisenburg
- Adelheid, héritière de Hülchrath et Saffenberg, mariée à Thierry VI de Clèves
- Henri, prévôt à Cologne
- Agnès, religieuse à Heinsberg
- Isabelle, mariée à Bruno III d'Isenburg-Braunsberg, plus tard à Eberhard d'Isenburg-Grenzau.

## Sources
- (nl) Cet article est partiellement ou en totalité issu de l’article de Wikipédia en néerlandais intitulé « Hendrik van Heinsberg » (voir la liste des auteurs).